# مستودع الطفولة
مستودع الطفولة (بالفرنسية: Vestiaire de l'enfance) هي رواية للكاتب الفرنسي باتريك موديانو، الحائز على جائزة نوبل في الأدب عام 2014 . كما حاز على الجائزة الكبرى للأكاديمية الفرنسية للرواية سنة 1972، وجائزة غونكور سنة 1978 . نُشرت عام 1989 عن دار غاليمار، وصدرت ترجمتها إلى العربية سنة 2024 بتوقيع نجيب مبارك. تنتمي الرواية إلى أدب الذاكرة والنسيان، وتُصنّف ضمن أبرز أعمال موديانو التي تُعلي من قيمة التفاصيل الهامشية، وتستند إلى سرد مبعثر يحاكي التيه الذهني والشعوري لشخصياته.

## نبذة
يروي النص حكاية الكاتب الفرنسي جان مورينو، المعروف باسم جيمي سارانو، الذي يغادر باريس دون ندم ليستقر في مدينة غير محددة، تقع "بين تطوان وجبل طارق أو الجزيرة الخضراء"، حيث يعمل كاتبًا لمسلسل إذاعي بعنوان "مغامرات لويس السابع عشر" يُبث يوميًا عبر راديو مونديال بإسبانيا.خلال هذه العزلة الطوعية، يلتقي جيمي بفتاة فرنسية تدعى ماري، تصغره سنًا، تقول إنها جاءت "بحثًا عن الشمس". توقظ هذه الفتاة في ذاكرته صورة قديمة لطفلة كان يعرفها في باريس، قد تكون ابنة ماري روز، الممثلة التي أحبّها في شبابه. بين التيه والتذكر، يبدأ جيمي بملاحقة أطياف الماضي، وتتقاطع تفاصيل الحياة السابقة مع الحاضر، لتتكوّن الرواية من شبكة مشاعر وأسماء وأماكن يتداخل فيها الواقعي بالمتخيل.

## الشخصيات
- جيمي سارانو (الراوي): كاتب فرنسي منفٍ يعيش عزلة في مدينة متوسطية.
- ماري: شابة فرنسية غامضة توقظ ذاكرة جيمي.
- ماري روز (Rose-Marie): ممثلة سابقة وعشيقة قديمة للراوي، قد تكون أم الطفلة التي تشبه ماري.
- كارلوس سيرفون: مذيع راديو مونديال، يقرأ سيناريوهات الراوي.
- ميركادييه: زميل في الراديو.
- السائق: رجل غامض يراقب الراوي ويرفع تقارير عنه.
- الإنكليزي: شخصية مرتبطة بماري، قد يكون صديقًا أو حبيبًا.
- بيوشان (Bitchan): أحد معارف ماري روز.
- ماجدبورغ: سائق ليلي في باريس.
- الحشرة: جار غريب في شقة الراوي القديمة.الكتابة كمنفى داخلي

## تحليل ونقد
تمثل رواية مستودع الطفولة تجليًا حيًا لأسلوب باتريك موديانو القائم على تفكيك الزمن الخطي وتشظية السرد. يحرص موديانو على إغراق القارئ في تفاصيل غير مرتبة زمنيًا، ما يجعل النص شبيهًا بخريطة ذهنية أو شريط من الذكريات المتقطعة. في هذا السياق، تغدو القراءة فعلًا استكشافيًا، يُطلب من القارئ إعادة ترتيب الشذرات للوصول إلى جوهر الحكاية.في مراجعة نشرها الناقد الفرنسي جان بول توسان في مجلة Le Magazine Littéraire، يُبرز كيف أن موديانو "يحمل الذاكرة إلى مداها القصي، حيث تتماهى الكتابة مع الفقد"، مشيرًا إلى أن الرواية تكتب الاغتراب لا كمكان فقط، بل كحالة شعورية متداخلة مع اللغة ذاتها.يتضح في الرواية حضور جدل "موت الرواية" كما بشّر به بعض كتّاب الموجة الجديدة، إذ تغيب الحبكة التقليدية، وتُستبدل بانسياب ذهني وتأملي يمزج بين التجربة الذاتية والروائية. يتجلى ذلك في شخصية جيمي، الذي لا يسعى إلى تحقيق غاية سردية واضحة، بل يتأمل في العلاقات الإنسانية، واللغة، والزمن، والمكان كعناصر مضطربة.تعتمد الرواية على تفاصيل شعرية دقيقة، من أسماء الشوارع والمقاهي، إلى انطباعات لحظية ونظرات عابرة، لتصوغ عالماً سرديًا خاصًا، يكون فيه الهامشي أهم من الحدث الرئيسي. وقد أشار الناقد المغربي عبد السلام بنعبد العالي إلى "شعرية التفاصيل" في أعمال موديانو، واعتبرها "تمردًا صامتًا على مركزية الحدث في السرد الكلاسيكي".حظيت الرواية بترحيب نقدي معتبر، خصوصًا من المهتمين بأدب الذاكرة والهوية. أشار النقاد إلى تفرّد موديانو في المزج بين الحنين والتجريب الفني، كما أثنوا على الترجمة العربية التي نجحت في نقل روح السرد الشاعري إلى العربية.فالكتابة عند موديانو في هذه الرواية ليست مهنة، بل تجربة وجودية، أشبه بسفر داخلي عبر الذاكرة واللغة. يعمل جيمي في كتابة سيناريوهات إذاعية، لكنها لا تصلح للإذاعة بقدر ما تمثل مناجاة ذاتية، رسائل إلى المجهول، تحمل في طياتها محاولة بائسة للتواصل مع ماضٍ مستحيل التعويض.فمثلا عبارة "هل يمكنك مساعدتي؟" التي تقولها ماري، تفتح في ذهن جيمي نافذةً على ماضيه، وتجعله يسترجع العبارة نفسها التي كان يكررها خلال إقامته في إسبانيا. هذه الاستدعاءات المتكررة تُجسد ما يسميه النقاد "الذاكرة المتداخلة"، حيث تفتح كل ذكرى على أخرى، في متوالية لا نهائية.